# Лахорська кухня
Лахорська кухня (пенджаб. لہوری کھانا, урду لاہوری پکوان) відноситься до їжі та кухні міста Лахор у Пенджабі, Пакистан. Це частина регіональної пенджабської кухні. Лахор — місто з надзвичайно багатою культурою харчування. Жителі Лахора відомі на всю країну своєю любов'ю до їжі. Місто пропонує широкий вибір гастрономічних варіантів. Останнім часом цей стиль їжі набув популярності в багатьох країнах завдяки своєму приємному та м'якому смаку, головним чином завдяки пакистанській діаспорі.

## Історичні впливи
Прихід ісламу в Південну Азію значною мірою вплинув на місцеву кухню, оскільки мусульманам заборонено їсти свинину або вживати алкоголь разом з іншими ісламськими дієтичними законами. Пакистанці зосереджуються на інших сферах харчування, таких як яловичина, баранина, курка, риба, сочевиця та овочі, а також традиційні фрукти та молочні продукти. Вплив центральноазійської, північноіндійської та близькосхідної кухні на пакистанську їжу є повсюдним. Значна частина їжі в Лахорі створена під впливом місцевої пенджабської та муглайської кухні. Поряд із традиційною місцевою їжею, китайська, західна та іноземна їжа популярна в усьому місті, і часто поєднується з місцевими рецептами для створення вишуканого смаку; Пакистанська китайська їжа в основному доступна.

## Популярні страви

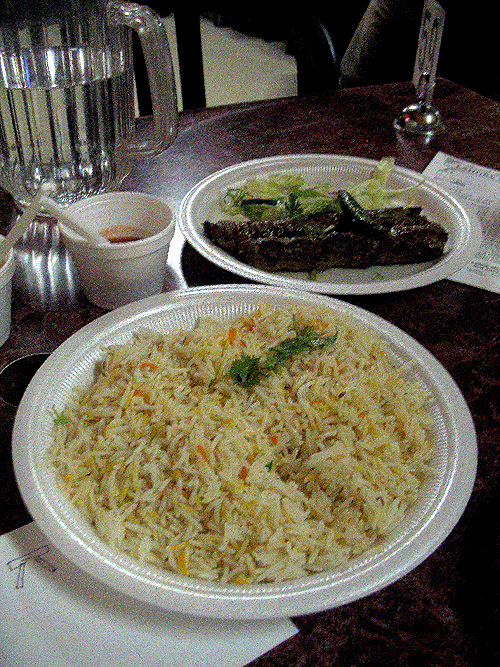
Звичайний рис і лахорський шашлик з баранини.

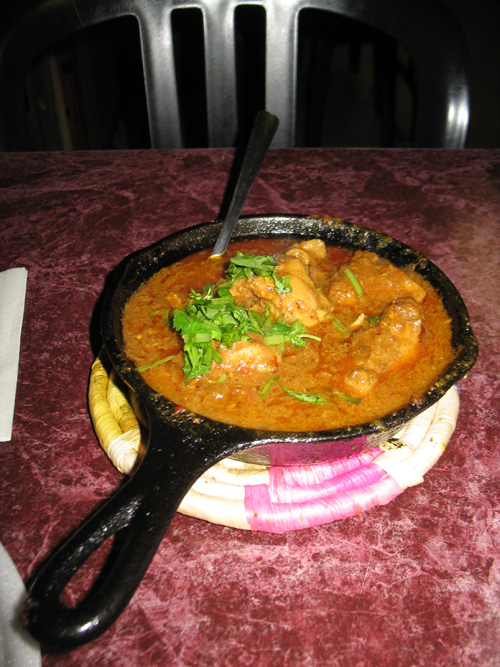
Караї в стилі Лахорі

Нижче наведено список деяких страв, унікальними смаками яких славиться Лахор.
- Курка по-лахорськи
- Ґошт карахі (курка або баранина, приготована з гострою томатною підливою у посудині увігнутої форми, що нагадує вок) — фірмова страва Лахора.
- Дал гошт (м'ясо, приготоване з бобовими)
- Murgh Cholay/Channay (курка, приготована з нутом)
- Мургх Мусаллам (курка, приготована з рисом і фаршированими сухофруктами)
- Сех кебаби (рулетики з фаршу)
- Гол-гаппе / паніпурі
- Dahi bhallay (закуски, змочені в йогурті)
- Шаурма/дхаурма
- Куряча тикка (смажені шматочки курки у стилі барбекю)
- Бір'яні
- Халім
- Фалуда
- Халва пурі — фірмовий сніданок Лахора
- Ніхарі
- Самоса
- Хір
- Пайя (страва)
- Смажена риба по-лахорськи
- Чаргха (смажена курка по-лахорськи)
- Даал Чавал — відварений рис з гострою сочевицею
- Лахорі, приготована на пару
- Чат Лахорі Чана
- Лахорі Даал Мург
- Лахорська червона курка карахі
- Харіс — суміш баранини та сочевиці
- Смажена риба
- Beef Bong Paaye — м'ясо яловичини з ніжками
- Chikkarh Chollay — Білі зерна, зварені на воді в чорному перці
- Naan Haleem — запечений хліб чапаті із сумішшю яловичини та сочевиці
- Куряча пакора — шматочки курки, запечені з майдою
- Курка саджі — смажена та солона курка на повільному вогні в мисливському стилі

## Вулична їжа
- Форт Роуд Фуд Стріт
- Вулиця їжі Гавалманді